# René d'Hubert
Pour les articles homonymes, voir D'Hubert.
René d'Hubert (Paris, 16 février 1855 - Neuilly-sur-Seine, 9 octobre 1927) est un journaliste catholique français du XIXe siècle.
Entrée au Gil Blas il a une influence importante à partir de 1882 où il lui donne une orientation républicaine. Il succède à Auguste Dumont à la tête de[pas clair] et occupe le poste de directeur en mars 1886. Voulant donner un nouvel essor au journal il y attire Léon Bloy et Huysmans.
Le 8 juin 1891 il se bat en duel avec Catulle Mendès l'un des collaborateurs de Gil Blas.
Des rumeurs coururent sur les causes de son départ en décembre 1891.
Il sera aussi rédacteur en chef du Matin puis administrateur de L'Écho de Paris.
En 1905 il publie une vie de Buffalo Bill Le Dernier des grands éclaireurs avec des illustrations hors texte dues à Rosa Bonheur.
Il épouse d'abord le 5 novembre 1882 Anne-Marie Le Quesne (1856-1957), fille du sculpteur Eugène-Louis Lequesne, puis en 1903 Marie-Thérèse Lesclide, dite Valentine Lesclide, fille de Richard Lesclide et de sa première épouse.